# Hipoepa porphyrialis
Hipoepa porphyrialis är en fjärilsart som beskrevs av Arnold Pagenstecher 1900. Hipoepa porphyrialis ingår i släktet Hipoepa och familjen nattflyn. Inga underarter finns listade i Catalogue of Life.